# Liste des as belges de la Première Guerre mondiale

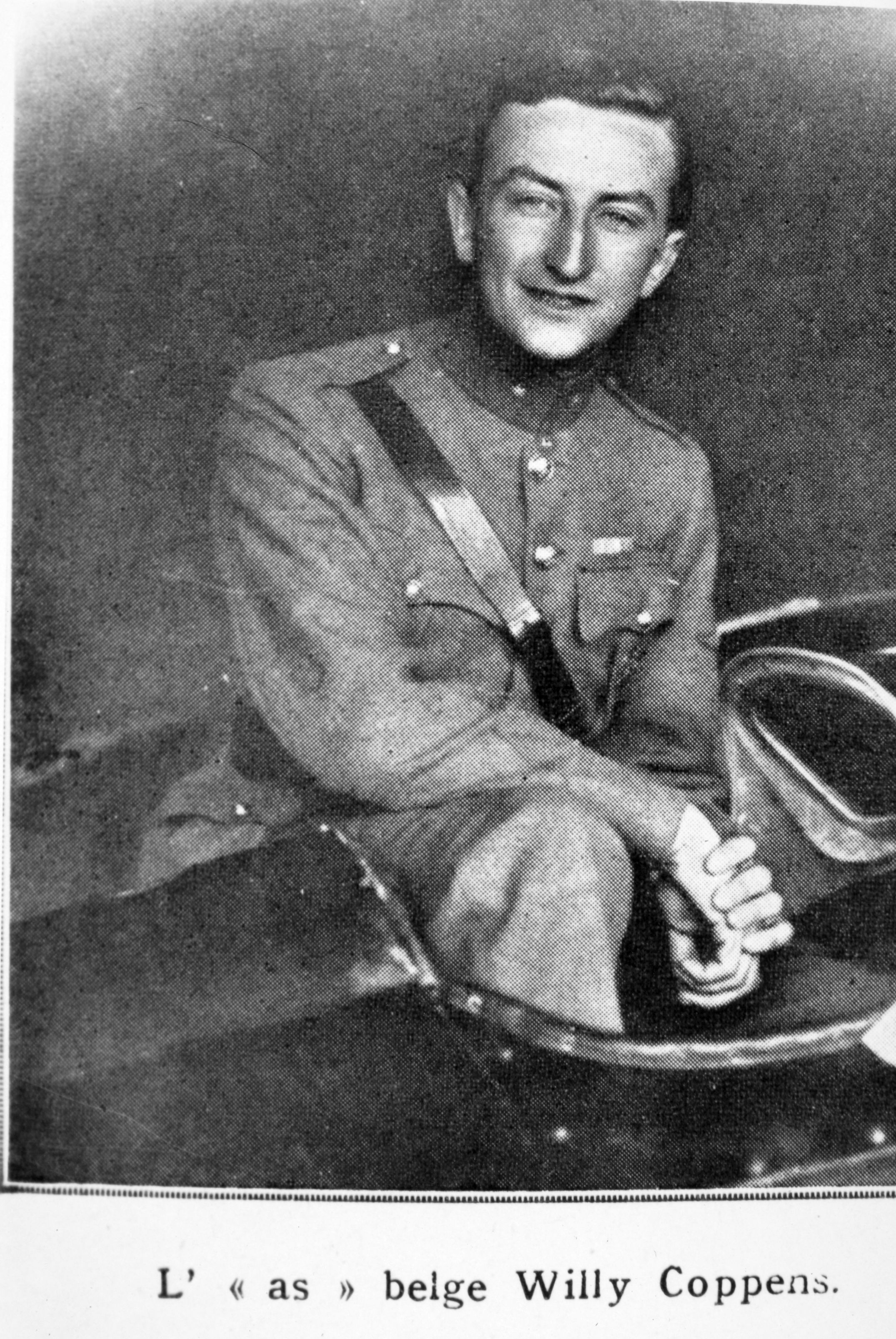
Willy Coppens, surnommé le « tueur de Drachen », est le premier as belge avec 37 victoires homologuées et six probables.

Cette liste des as belges de la Première Guerre mondiale contient les noms d'aviateurs de nationalité belge ayant combattu lors de la Première Guerre mondiale et ayant obtenu le statut d'as selon les règles en vigueur dans l'armée belge (l'« Aviation militaire belge » à l'époque).

## Normes des victoires aériennes
Les normes belges reflètent les normes françaises. Pour être comptabilisés, les avions ennemis doivent tomber dans les lignes alliées d'un pays partiellement occupé par l'ennemi, ou être vus tombant dans les lignes allemandes par des troupes alliées au sol. La confirmation par d'autres pilotes alliés n'est pas autorisée. Ainsi, les réclamations non confirmées sont plus nombreuses que les victoires officielles. L'« Aviation militaire belge » n'encourage pas le combat, de peur d'avoir des pertes importantes et elle dépend, toute la guerre, des pays alliés pour son matériel. Néanmoins, comme les britanniques, les listes de victoires des as belges contiennent quelques victoires confirmées avec la mention FTL (forced to land - forcés d'atterrir) et OOC (out of control - hors de contrôle). Néanmoins, si les normes belges avaient suivis strictement les normes britanniques, le nombre de victoires des pilotes seraient bien plus important. L'inspection des listes de victoires des pilotes belges montre également que les victoires sont partagées, sans être fractionnées.

## Liste par nombre de victoires
| Nom du pilote         | Victoires                | Remarques                        | Sources |
| Willy Coppens         | 37 (+ 6 non confirmées)  | Surnommé le « tueur de Drachen » | [ 8 ]   |
| André De Meulemeester | 11 (+ 19 non confirmées) |                                  | [ 9 ]   |
| Edmond Thieffry       | 10 (+ 5 non confirmées)  |                                  | [ 10 ]  |
| Fernand Jacquet       | 7 (+ 9 non confirmées)   |                                  | [ 11 ]  |
| Jan Olieslagers       | 6 (+ 16 non confirmées)  |                                  | [ 12 ]  |

Une liste des as, en tenant compte des victoires non confirmées, peut être artificiellement créée, ce qui change le classement et l'allonge sensiblement.
| Nom du pilote         | Victoires                   | Remarques                                                                       | Sources |
| Willy Coppens         | 37 + 6 non confirmées = 43  | Surnommé le « tueur de Drachen »                                                | [ 8 ]   |
| André De Meulemeester | 11 + 19 non confirmées = 30 |                                                                                 | [ 9 ]   |
| Jan Olieslagers       | 6 + 16 non confirmées = 22  |                                                                                 | [ 12 ]  |
| Fernand Jacquet       | 7 + 9 non confirmées = 16   |                                                                                 | [ 11 ]  |
| Edmond Thieffry       | 10 + 5 non confirmées = 15  |                                                                                 | [ 10 ]  |
| Georges Kervyn        | 4 + 9 non confirmées = 13   |                                                                                 | [ 13 ]  |
| Louis Robin           | 4 + 8 non confirmées = 12   |                                                                                 | [ 14 ]  |
| Gustave de Mévius     | 1 + 7 non confirmées = 12   |                                                                                 | [ 15 ]  |
| Jacques Goethals†     | 2 + 4 non confirmées = 6    | Tué le 9 octobre 1918                                                           | [ 16 ]  |
| Etienne Hage          | 3 + 3 non confirmées = 6    | Dernier pilote belge de la Première Guerre mondiale à décéder (18 février 1988) | [ 17 ]  |
| Charles de Montigny†  | 2 + 3 non confirmées = 5    | Meurt de la grippe espagnole le 30 octobre 1918                                 | [ 18 ]  |